# 스가누마촌 (시즈오카현)
스가누마촌(일본어: 菅沼村)은 일본 시즈오카현 슨토군에 설치되었던 촌이다. 현재의 오야마정에 해당한다.